# Ordoño I. (Asturien)

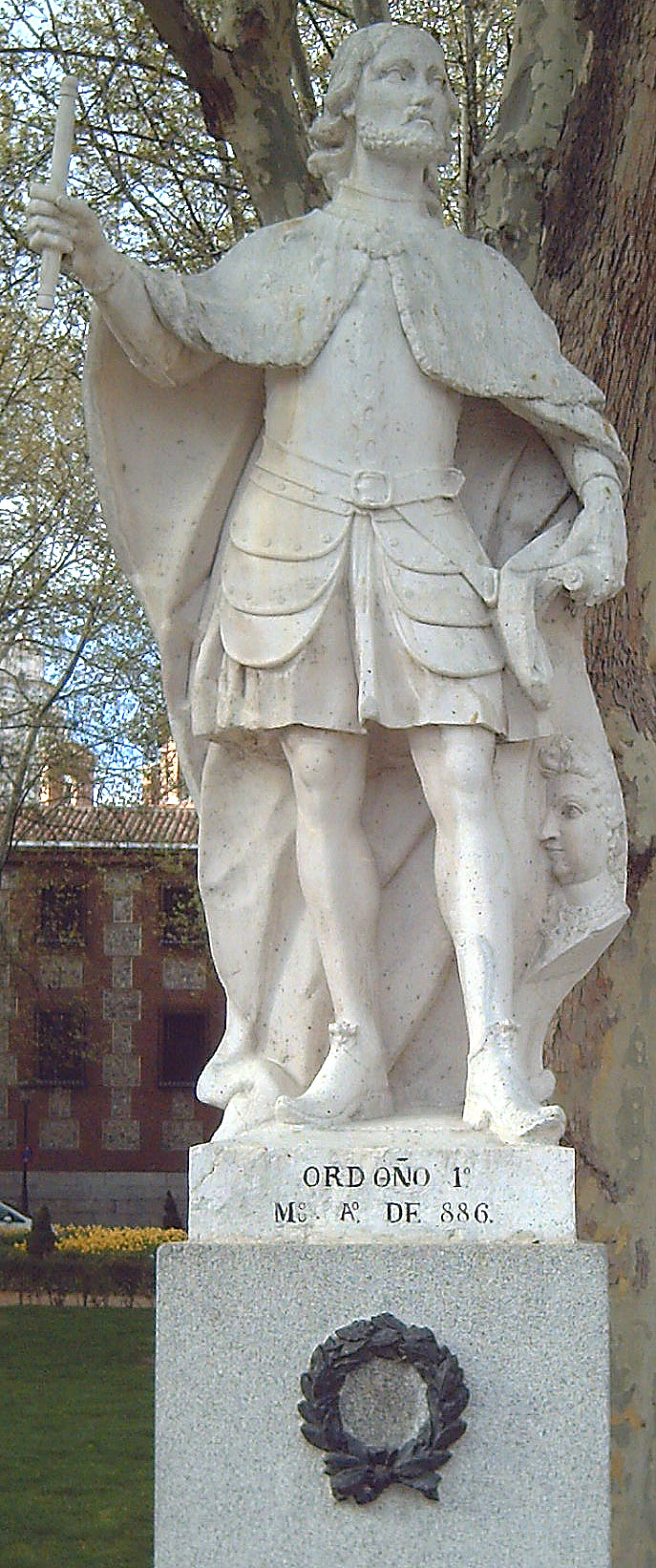
Ordoño I., Statue in Madrid, Andrés de los Helgueros, 1750–53

Ordoño I. (* 821 in Oviedo; † 27. Mai 866 in Oviedo) war von 850 bis 866 König von Asturien. Er war Sohn und Nachfolger des Königs Ramiro I.

## Leben
Bald nach Ordonos Regierungsantritt kam es zu einem Aufstand der Basken, und als er sich auf einem Feldzug zu dessen Niederwerfung befand, griff ein muslimisches Heer an. Den asturischen Chroniken zufolge meisterte er diese schwierige Situation militärisch.
Im Emirat von Córdoba brach nach dem Regierungsantritt des Emirs Muhammad I. 852 in Toledo ein Aufstand aus. Die Aufständischen baten Ordoño um Hilfe. Er entsandte ein Heer, welches zusammen mit den Aufständischen in einen Hinterhalt geriet und von Muhammad in der Schlacht am Río Guadacelete besiegt wurde. Die asturischen Chronisten verschwiegen diese Niederlage.
858/859 unternahmen Normannen einen Raubzug an der Küste des asturischen Reichs, der laut einer asturischen Chronik (Crónica Albeldense) abgewehrt wurde.
In den Jahrzehnten vor Ordoños Regierungsantritt hatte sich im Ebrotal die Macht der Banu Qasi gefestigt, einer zum Islam übergetretenen Familie gotischer Herkunft, deren Oberhaupt zu Ordoños Zeit der bedeutende Heerführer Musa ibn Musa ibn Furtun war. Musa rebellierte wiederholt gegen den Emir von Córdoba und wollte sich nach erfolgreichen Feldzügen als „dritter König in Spanien“ (neben dem Emir und Ordoño) etablieren. Gegen ihn wandte sich Ordoño und besiegte ihn 859 in der Schlacht bei Albelda, worauf Musas Sohn Lope (lateinisch Lupus), der damals Toledo in seiner Gewalt hatte, sich Ordoño unterwarf und künftig an dessen Seite gegen den Emir kämpfte. Die Asturier unternahmen Feldzüge gegen das Emirat, durch die sie unter anderem die Städte Talamanca (Provinz Madrid) und Coria (Provinz Cáceres) einnahmen.
Ordoño sorgte für die Sicherung und Wiederbesiedlung (Repoblación) der entvölkerten neueroberten Gebiete Tui, Astorga, Amaya sowie (im Jahre 856) León.
Einer späten Quelle zufolge soll der Name von Ordoños Gemahlin Mumadona gewesen sein. Außer seinem Nachfolger Alfons III. nennt diese Quelle, die Chronik Sampiros, drei weitere Söhne Ordoños, die angeblich später gegen ihren Bruder rebellierten. Die Zuverlässigkeit dieser Angaben ist umstritten.